# Fonce, toutou, fonce !
Fonce, toutou, fonce ! (Go, Dog. Go!) est une série télévisée d'animation américano-canadienne produite par Netflix et diffusée en 2021. Il est adapté du livre homonyme de P. D. Eastman (d). 

## Synopsis
Deux jeunes chiens, Tag Babine et Pouf Pattouche, vivent une vie aventureuse à Toutouville.

## Fiche technique
Sauf indication contraire, les informations mentionnées dans cette section peuvent être confirmées par la base de données cinématographiques IMDb,  présente dans la section « Liens externes ».
- Titre original : Go, Dog. Go!
- Titre français : Fonce, toutou, fonce !
- Développeur : Adam Peltzman
- Réalisation : Andrew Duncan et Kiran Shangherra
- Musique : Paul Buckley
- Musique thème : Paul Buckley
- Production : Morgana Duque
- Montage : Ken Mackenzie, Gina Pacheco, Rob Smith, Ryan Valade et Paddy O'Connor
- Casting : Sherry Dayton et Michael Walters
- Direction artistique : Alan Cook et Jimmy Ly
- Production exécutive : Adam Peltzman, Lynn Kestin Sessler, Chris Angelilli, Josh Scherba, Stephanie Betts et Amir Nasrabadi
- Sociétés de production : DreamWorks Animation Television, WildBrain Studios
- Sociétés de distribution : Netflix
- Pays d'origine :  États-Unis,  Canada
- Langue : anglais
- Format : couleur
- Nombre d'épisodes : 40 (4 saisons)
- Genre : série d'animation, aventure, éducation
- Durée : 24 minutes
- Date de première diffusion :
  - Monde : 26 janvier 2021 sur Netflix[2]

## Personnages
- Tag (en anglais Tag Barker) : est une jeune chienne orange de 6 ans[3]. Elle est la sœur de Chouquette, Spike, Gilbert et Youpi.
- Pouf Pattouche (en anglais Scooch Pooch) : est un jeune chien bleu de 6 ans[3]. Il est le meilleur ami et voisin de Tag.
- P'pa (en anglais Paw Barker) : est un chien brun. Il est le père de Tag, Chouquette, Spike, Gilbert et Youpi.
- M’man (en anglais Ma Barker) : est une chienne lavande. Elle est la mère de Tag, Chouquette, Spike, Gilbert et Youpi.
- Chouquette (en anglais Cheddar Biscuit) : est une chienne blanche de 7 ans[3]. Elle est la sœur de Tag, Spike, Gilbert et Youpi.
- Spike (en anglais Spike Barker) : est un chien rouge. Il est le frère de Tag, Chouquette, Gilbert et Youpi.
- Gilbert (en anglais Gilber Barker) : est un chien jaune. Il est le frère de Tag, Chouquette, Spike et Youpi.
- Mémé (en anglais Grandma Marge Barker) : est une vieille chienne pourpre. Elle est la grand-mère de Tag, Chouquette, Spike, Gilbert et Youpi.
- Pépère (en anglais Grandpaw Mort Barker) : est un vieux chien beige. Il est le grand-père de Tag, Chouquette, Spike, Gilbert et Youpi.
- Youpi (en anglais Yip Barker) est un chiot pourpre. Il est le frère de Tag, Chouquette, Spike et Gilbert.
- Sergent Pattouche (en anglais Sgt Pooch) : est une chienne bleue. Elle est la mère de Pouf.
- Chipo (en anglais Frank) : est un chien jaune avec des lunettes.
- Rico (en anglais Beans) : est un gross Bobtail vert.
- Michael Dare-Dare (en anglais Sam Whippet) : est un lévrier greyhound bleu.
- Lydia (en anglais Lady Lydia) : est une caniche rose.
- Gérald (en anglais Gerald) : est un chien de courrier bleu canard.
- Cabot’Field le Magichien (en anglais Muttfield) : est un chien magicien pourpre.
- Mme Finetruffe (en anglais Mayor Sniffington) : est une chienne pourpre. Elle est la mairesse de Toutouville.
- Zéphyr Rapido (en anglais Wind Swiftly) : est une chienne pourpre.
- Minette (en anglais Kit Whiskerton) : est une chatte pourpre.
- Chercheur (en anglais Fetcher) : est un chien bleu canard.
- Kelly Korgi : est une chienne pêche.
- Léo (en anglais Leo Howlstead) : est un vieux chien gris.
- Mère No-ouaf (en anglais Sandra Paws) : est une grosse chienne bleue.
- Marcus Tonus (en anglais Marcus Worms) : est un chien rose.
- Ouafgnès (en anglais Wagnes) : est une chienne bleue.

## Distribution

### Voix originales
- Michela Luci : Tag Barker[2]
- Callum Shoniker : Scooch Pooch[2]
- Katie Griffin : Ma Barker[2]
- Martin Roach : Paw Barker[2]
- Tajja Isen : Cheddar Biscuit[2] / Franny's Mom / Beefsteak
- Lyon Smith : Spike Barker[2]
- Judy Marshank : Grandma Marge Barker[2] / Wagnes
- Patrick McKenna : Grandpaw Mort Barker[2] / Gerald / Muttfield / Manhole Dog / Brutus
- Linda Ballantyne : Lady Lydia / Sgt Pooch / Mayor Sniffington
- Joshua Graham : Sam Whippet / Franny's Dad / Bernard Rubber
- Deven Mack : Fetcher
- David Berni : Frank
- Anand Rajaram : Beans / Flip Chasely / Onlooker Dog / Bowser / Chili
- John Stocker : Leo Howlstead
- Julie Lemieux : Catch Morely
- Paul Buckley, Reno Selmser et Zoe D'Andrea : The Barkapellas
- Phill Williams : Coach Chewman / Gabe Roof
- Robert Tinkler : Early Ed
- Jamie Watson : Donny Slippers
- Deann DeGruijter : Sandra Paws
- Manvi Thapar : Taylee
- Stacey Kay : Kelly Korgi
- Ava Preston : Wind Swiftly
- Zarina Rocha : Kit Whiskerton
- Paul Braunstein : Tom Whiskerton
- Matthew Mucci : Big Dog
- Hattie Kragten : Little Dog

### Voix britanniques
- Maisie Marsh : Tag Barker
- Toby Fullman : Scooch Pooch
- Petra Letang : Mum Barker
- Jude Owusu : Paw Barker
- Hannah Hutch : Cheddar Biscuit
- James Cartmell : Gilbert Barker[4],[5]
- Victoria Strachan : Grandmaw Barker
- Laurie Jamieson : Grandpaw Barker
- Adam Diggle : Frank
- Shubham Saraf : Beans

### Voix françaises
- Lévanah Solomon : Tag
- Aliénor Josso : Pouf Pattouche
- Isabelle Ganz : Mémé
- Pascal Casanova : Pépère
- Rody Benghezala : P'pa
- Sybille Tureau : M’man
- Bertrand Liebert : Chipo
- Pascal Nowak : Rico
- Fabrice Fara : Gérald
- Céline Mauge : Lydia
- Jérémy Bardeau : Cabot’Field le Magichien
- Fabien Jaquelin : Michael Dare-Dare
- Magalie Rosensweig : Sergent Pattouche
- Alice Orsat : Chouquette
- Maxime Baudouin : Spike
- Benjamin Bollen : Gilbert
- Denise Metmer : Mme Finetruffe
- Tom Trouffier : Chercheur
- Claire Baradat : Zéphyr Rapido
- Gérard Surugue : Léo
- Barbara Beretta : Kelly Korgi
- Mathias Kozlowski : Marcus Tonus
- Agnés Cirasse : Ouafgnès / Flo
- Valérie Siclay : Juge Bajoue
- Laurent Gris : Chef Pierre

Version française
- Société de doublage : Titrafilm
- Direction artistique : Fabrice Josso
- Direction musicale : Claude Lombard & Magali Bonfils
- Adaptation musicale : Claude Lombard & Samuel Cohen

 Source et légende : version française (VF) sur RS Doublage et Netflix

## Épisodes

### Première saison (2021)
L'intégralité de la première saison est sortie le 26 janvier 2021.
1. Bienvenue à Toutouville / Le facteur aboie toujours deux fois (Welcome to Pawston / Ruff Day on the Job)
2. Le Oua-Oua-concert stellaire en plein air / L'école de pilotage (Dark Park Bark Lark / The Fast and the Curious)
3. Le concours des talents / La journée du petit dodo sans boulot (Old Dog, New Tricks / Snoozie-Hullabaloozie)
4. Show toutous, show ! / La clef de la victoire (Show Dog, Show / Keys to Victory)
5. Les poufcakes / Grand nettoyage (Pupcakes / Stink or Swim)
6. La Saint Balle-entin (A Ball for All)
7. Le jour de la sonnette / La grande course (Ding Dong Day / Grand Sam)
8. La fête des cot cot / En route pour le match ! (Clucky Day / Take Me Out to the Fetch Game)
9. Être ou ne pas être un bon chien (Dog the Right Thing)

### Deuxième saison (2021)
L'intégralité de la deuxième saison est sortie le 7 décembre 2021.
1. Il neige, toutou, il neige ! (Snow Dog, Snow)
2. Toutes les pattes sur le pont / Le kiosque à nonos (All Paws on Deck / Bonestand and Deliver)
3. Attrape-moi, Michael ! / Des jouets pour tous ! (Catch Me If You Sam / Toy Driver)
4. Rien ne vaut un bon chili / La petite niche dans la prairie (Frank and Beans with Chili / Little Hound on the Prairie)
5. Chasseuse et joueur / La recette pour une grande aventure (Chaser and Chewer / Recipe for Adventure)
6. Les aventuriers de la pantoufle perdue / Freine, toutou, freine ! (Raiders of the Lost Bark / Slow Dog Slow)
7. L'important, c'est de s'amuser / Chante pour la ville ! (Board Silly / Sing for the Fences)
8. Chipo-Rapido-Mécano / Toutou-Kwondo (Fast Frank's Fixit / Tail-kwondo)
9. Joyeux anniversaire, Toutouville ! (Happy Birthday Pawston)

### Troisième saison (2022)
L'intégralité de la troisième saison est sortie le 19 septembre 2022.
1. Une mission pour un grand chien / Une enquête bien baveuse (Big Dog Job / The Case of the Slobbery)
2. Opération nettoyage ! / Comme chiens et chats ! (Tag Team / Cattitude Adjustment)
3. Abracada-ouaf ! / Tempête de poils ! (Hocus Focus / Furricane)
4. Maman d'un jour / Un chat dans la ville (Mom for a Day / Kitty in the City)
5. Comme une envie de changement… / Des chaussettes mal assorties (The Itch to Switch / Mismatched Socks)
6. C'est le chapeau qui fait le chien / La soirée pyjama (New Hat, New Tag / Furry-Tail Ending)
7. Bigpatte, big problèmes / Le trésor de Moustache Bleue (Bigpaw, Big Problem / Captain Scooch and Scally-Tag)
8. Le Croq Jubilé / Ne fonce pas Chat, fonce ! (The Pawston Chewbilee / Don't Go, Cat. Go!)

### Quatrième saison (2023)
L'intégralité de la quatrième saison est sortie le 27 novembre 2023.
1. Des spectateurs partout (Tails in the Seats) / L'emblème de Toutouville (Roadside Distraction)
2. Des croquettes à gogo (Tough Cookies) / Un nœud papillon magique (More Than Meets the Tie)
3. Maire d'un jour (Tail to the Chief) / Chasseuse et Joueur : Chapitre œufs (Chaser and Chewer: Part Chew)
4. Celui qui murmurait à l'oreille des chiots (The Puppy Whisperer) / Le livre des records du monde des toutous (Doggy Book of World Records)
5. Patoune Express (The Pawmazing Race)
6. La fête de Miaoubuquerque (Bridge to Meowbuquerque) / Le grand concert (No Part Harmony)
7. Joyeux anniversaire, P'pa mobile ! (Happy Pawtomotiversary) / Les jeux lasagnympiques ! (Winner, Winner, Lasagna Dinner)
8. Ouaf, caméra, action (Bites, Camera, Action!) / Du calme, toutou, du calme ! (Stay, Dog. Stay!)
9. Quoi qu'il en goûte (Whatever It Cakes) / La fête des chapeaux (Haturday)
10. Un gâteau ou un voleur ! (Trick or Thief) / Miaouh-lo-ween (Meow-Lo-Ween)
11. Tempête de croquettes (The Trouble with Kibbles) / La Voie de la Gentillesse (Road to Kindness)
12. Comment Tag a eu sa médaille (How Tag Got Her Tag) / La couverture de l'espace ! (Blankie Blaster)
13. Chasseuse et Joueur : Chapitre "Pik" (Chaser and Chewer: Part Flea) / Une star qui a du chien (Sing for Your Pupper)
14. Le Canin-Cathlon (Dogcathalon)

## Musique
Paul Buckley compose la musique du dessin animé.

## Accueil

### Accueil critique
Ashley Moulton, de Common Sense Media, poste donne une note de quatre étoiles sur cinq.

## Distinctions

### Récompenses
- Prix ACTRA[12],[13] :
  - Performance exceptionnelle – Genre non conforme ou voix masculine : Joshua Graham pour l'épisode Dog The Right Thing

### Nominations
- Leo Awards 2021[14] :
  - Meilleure série d'animation de réalisation : Andrew Duncan et Kiran Sangherra pour l'épisode Clucky Day / Take Me Out to the Fetch Game
- Prix ACTRA[12],[13] :
  - Performance exceptionnelle – Genre non conforme ou voix masculine : Anand Rajaram pour l'épisode Clucky Day / Take Me Out to the Fetch Game
- Prix Écrans canadiens[15] :
  - Meilleur programme ou série d'animation